# 무기 거래 조약

노란색은 서명국, 녹색은 비준국이다.

무기 거래 조약(Arms Trade Treaty, ATT)은 재래무기의 국제 무역을 규제하는 다자간 조약이다.
2014년 12월 24일에 발효되었다. 116개 국가가 조약을 비준했으며, 추가로 26개 국가가 서명했지만 비준하지 않았다.
ATT는 국제 및 지역 평화에 기여할 목적으로 재래식 무기의 국제 무역을 규제하려는 시도이다. 인간의 고통을 줄이는 것, 국가 간 협력, 투명성, 책임 있는 행동을 촉진한다.
이 조약은 2012년 7월 2일부터 27일까지 유엔(UN)이 후원하는 글로벌 회의에서 뉴욕시에서 협상되었다. 당시 최종 문안에 대한 합의에 도달하는 것이 불가능했기 때문에, 회의는 2013년 3월 18~28일에 개최될 예정이었다. 2013년 4월 2일 UN 총회는 ATT를 채택했다.
국제 무기 거래 규모는 연간 700억 달러에 달하는 것으로 추산된다.

## 같이 보기
- 군축